# Вершинин, Даниил Алексеевич
Дании́л Алексе́евич Верши́нин (род. 6 июля 2001 года, Норильск) — российский актёр.

## Биография
Родился 6 июля 2001 года в Норильске. Через год семья переехала в Москву. Его дед — композитор Борис Вершинин.
Даниил шесть лет занимался спортивно-бальными танцами, имеет C класс. Также является обладателем синего пояса по карате. Посещал курсы актёрского мастерства в школе «Талантино» у режиссёра театра «МОСТ» Георгия Долмазяна.
В 2016 году с отличием окончил московскую детскую музыкальную школу имени А. К. Глазунова по классу фортепиано. Был неоднократным победителем музыкальных конкурсов и фестивалей, в том числе в 2014 году стал лауреатом конкурса в Париже.
В 2018 году окончил курсы актёрского мастерства в Театральном институте имени Бориса Щукина.
Увлекается плаванием, кикбоксингом, сёрфингом, сноубордом и другими экстремальными видами спорта.
Учится на юридическом факультете Российского экономического университета имени Г. В. Плеханова. В 2020 году также поступил в Театральный институт имени Бориса Щукина на курс Кирилла Пирогова, но отложил обучение.

## Карьера
В 2015 году начал актёрскую карьеру. Снимался в сериалах «Аргентина», «После многих бед», «Неизвестный», «Моё сердце с тобой», «Заступники», «Парижская тайна».
В 2021 году снялся в главной роли в сериале «Пищеблок». Кинокритики высоко оценили его актёрскую игру. Егор Москвитин («Meduza»): «Удачно подобранные молодые актёры (Валерка — Пётр Натаров, Игорь — Даниил Вершинин, Вероника — Ангелина Стречина), проживают фарс как трагедию — так что за их героев по-настоящему переживаешь». Сергей Ефимов («Комсомольская правда»): «Совершенно замечательны исполнители главных персонажей — для Петра Натарова (Валерка) и Даниила Вершинина (вожатый Игорь) это первые главные роли в карьере и совершенно очевидно, что не последние». Кирилл Шайдуров («Мир фантастики»): «Даниил Вершинин — тоже дебютант и отлично смотрится в роли Игоря, правда, его размышления по поводу показушного коллективизма остались за кадром».
В 2021 году Даниил стал лауреатом XI Российского международного кинофестиваля остросюжетного кино и хоррор фильмов «Капля» в номинации «Лучший дебют в остросюжетном кинематографе».
В 2023 году состоялась премьера фильма «Голова-жестянка», в котором Даниил сыграл брата главной героини.

## Фильмография
| Год                  |     | Название                | Роль                                   |
| -------------------- | --- | ----------------------- | -------------------------------------- |
| 2015                 | с   | Аргентина               | Лис                                    |
| 2016                 | с   | После многих бед        | Саша, сын Кирилла                      |
| 2016                 | кор | Сама дура               | одноклассник                           |
| 2017                 | с   | Неизвестный             | Гуров в юности                         |
| 2018                 | с   | Моё сердце с тобой      | Рома, сын Александра                   |
| 2020                 | с   | Заступники              | Саша Мезенцев                          |
| 2020                 | тф  | Парижская тайна         | Паша Журавлёв, сын Марины и Олега      |
| 2021—настоящее время | с   | Пищеблок                | Игорь Корзухин                         |
| 2023                 | ф   | Голова-жестянка         | Макс, брат Жени                        |
| 2023                 | с   | Бизон: Дело манекенщицы | Олег Зуев, младший лейтенант           |
| 2024                 | с   | Престиж                 | Дима, сын Екатерины и Антона, наркоман |